# مارك كوهن (مصور)
مارك كوهن (بالإنجليزية: Mark Cohen)‏ هو مصور أمريكي، ولد في 24 أغسطس 1943 في ويلكس بار في الولايات المتحدة.

## وصلات خارجية
- مارك كوهن على موقع ميوزك برينز (الإنجليزية)